# إرنست أنطون نيكولاي
إرنست أنطون نيكولاي (بالألمانية: Ernst Anton Nicolai)‏ هو كيميائي وطبيب ألماني، ولد في 7 سبتمبر 1722 في زوندرسهاوزن في ألمانيا، وتوفي في 28 أغسطس 1802.

## وصلات خارجية
- إرنست أنطون نيكولاي على موقع ديسكوغز (الإنجليزية)